# 北沟门子乡
北沟门子乡，是中华人民共和国辽宁省朝阳市朝阳县下辖的一个乡镇级行政单位。

## 行政区划
北沟门子乡下辖以下地区：
沟门子村、周台子村、华杖子村、东山村和黄台子村。